# クランクプレス
クランクプレス（英語：crank press）は、プレス機械の一種。プレス機械の中では最も一般的であり、動力である弾み車の回転運動を往復運動に変換する機構に偏芯軸とコネクティングロッドを利用したものである。スライドを駆動させる機構が、クランク機構になっており、これでラムを上下させ加圧する。なお、大量生産向きで用途としては主に鍛造と板金の加工に用いられる事が多い。剪断、板材、圧縮など、ほとんどの塑性加工ができる。

## 種類
- 単動クランクプレス - クランク軸によって一つのスライドを動かすもの。
  - ホーンプレス - フレームから前方に棒状の突出部分をもつ形状をしたもの。
  - 可動ベッド形クランクプレス - ベッド面の高さ調節ができるもの。
  - アーチ形シングルクランクプレス - フレームの形状がアーチ形のもの。
  - ストレートサイド形シングルクランクプレス - フレームの形状がストレートサイド形になっているもの。
  - ストレートサイド形ダブルクランクプレス - フレームの形状がストレートサイド形になっており、クランクが2個あるもの。
  - ストレートサイド形横形シングルクランクプレス - 横形のストレートサイド形のフレームをもつもの。
  - ギヤ掛けクランクプレス - 歯車によってクランク軸を減速し、駆動するもの。
    - ギヤ掛け可傾式クランクプレス - 後方に傾斜できる単動のもののことをいう。フレームは立形である。

  - C形シングルクランクプレス - クランクとスライドが一つずつで、C形のフレームをもつもの。
    - C形横形シングルクランクプレス - スライドの運動方向が横形になっているもの。

  - C形ダブルクランクプレス - C形のフレームをもち、クランクが2個あるもの。
  - ノンギヤクランクプレス - フレームが立形で、クランク軸がはずみ車で直接駆動するもの。
    - ノンギヤ可傾式クランクプレス - 後方に傾斜できるもの。
- 複動クランクプレス
  - ストレートサイド形複動シングルクランクプレス - フレーム形状がストレートサイド形で、1個のクランクをもつ。